# Philippe Salaün
Philippe Salaün (Plonévez-du-Faou, 4 marzo 1943 – Parigi, 4 ottobre 2020) è stato un fotografo francese.

## Biografia

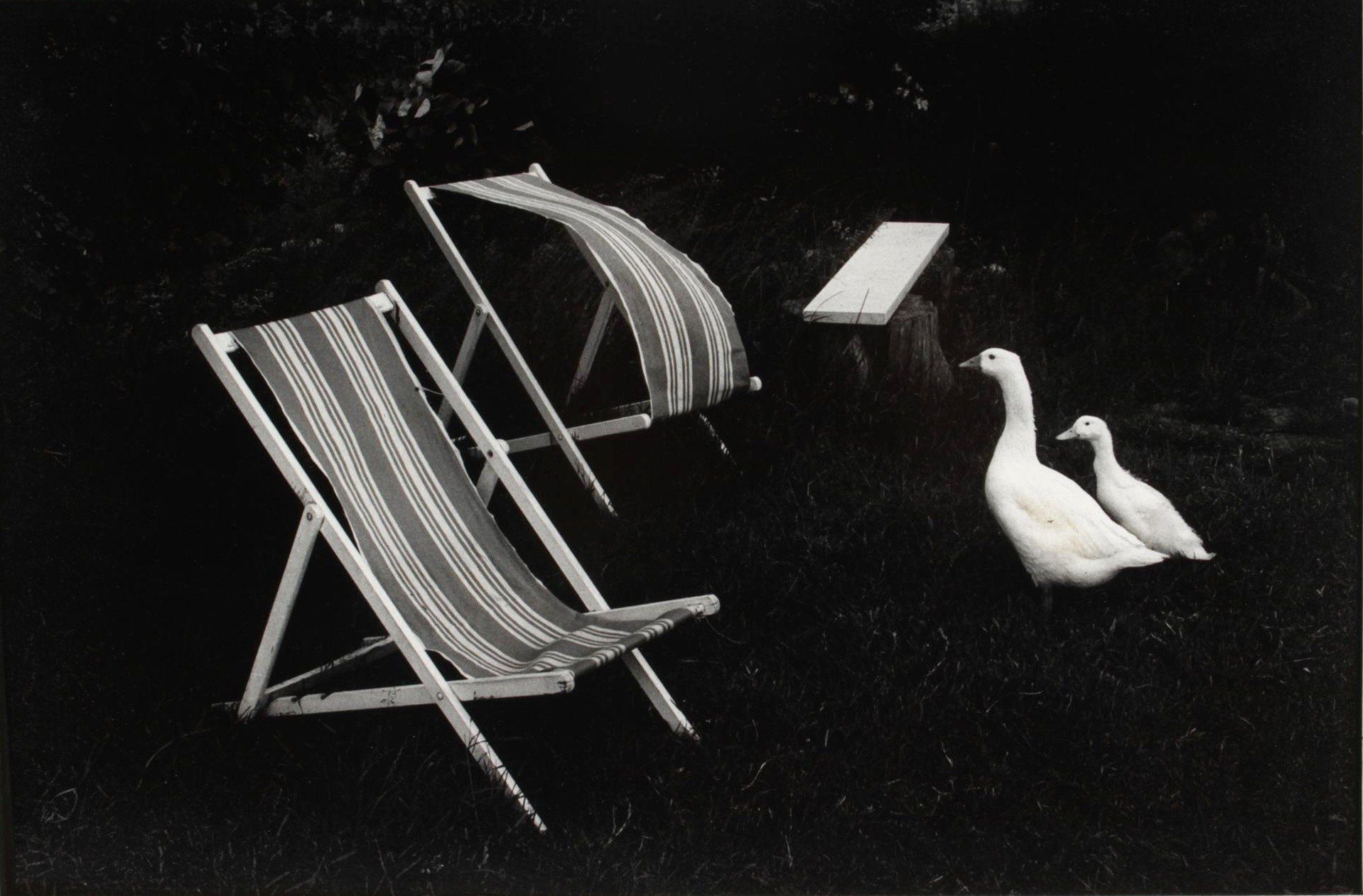
Coppia di anatre bianche di fronte a un paio di sedie a sdraio in un giardino (1977)

Sappiamo che la sua infanzia in gran parte Philippe l'ha trascorsa nell'isola de La Riunione per poi tornare in Francia. Il suo apprendistato fotografico è iniziato con la Guerra d'Algeria ed ha imparato a stampare il bianconero, decidendo così di aprire un proprio studio fotografico.
Grazie ad una borsa di studio della Fondazione nazionale francese di fotografia ha potuto seguire i corsi di Ansel Adams e di Jerry Uelsmann in America, presso l'Università dell'Arizona.
Con un tale bagaglio tecnico alle spalle, il suo studio parigino è stato meta di molti fotografi che affidavano a lui le loro stampe, tra cui anche l'olandese Machiel Botman.
È stato anche un fotografo di viaggio che si lasciava attrarre dai suoi innumerevoli viaggi in giro per il mondo, compresa l'isola de La Riunione per ripercorrere la sua infanzia. Le sue immagini sono apparse su riviste e sono state oggetto di varie mostre e fanno parte di collezioni pubbliche e private tra cui la Biblioteca nazionale di Francia e il Centro Georges Pompidou.
Philippe Salaün è morto di cancro a 77 anni.